# Lögdeälven
Lögdeälven  (ook wel Lögde älv) is een bosrivier in de provincie Västerbottens län, Zweden.  De rivier heeft een lengte van ongeveer 200 km. 

## Geografie
Het meer Gransjön in het zuidoosten van de gemeente Vilhelmina, gelegen op 496 m boven zeeniveau, wordt gezien als het bronmeer van de Lögdeälven. De rivier mondt uit in de Botnische Golf net ten noorden van Rundvik in de gemeente Nordmaling. Het stroomgebied is 1.608 km². De gemiddelde stroomsnelheid bij de monding is 18 m³ per seconde, maar de hoogste snelheid is meer dan tien keer groter, ongeveer 200 m³ per seconde. 

## Natuur
Dordat er langs grote delen van de rivier geen bebouwing is, maakt deze een ongerepte indruk. De fauna is rijk aan otters in zowel de hoofd- als verschillende zijrivieren. Ook rivierparelmosselen komen voor. Geowetenschappelijk wordt de Lögdeälven beschouwd als de meest waardevolle van de Zweedse bosrivieren. De rivier is sterk beïnvloed door de processen die plaatsvonden tijdens de laatste fase van de laatste ijstijd (Weichsel) en de daaropvolgende periode. 
De hele Lögdeälven, inclusief zijrivieren, maakt deel uit van het EU-netwerk van beschermde gebieden, de Natura 2000. 
In de rivier komen zalm, forel en vlagzalm voor. De Fällforsen bij Fällfors, net stroomopwaarts van de samenvloeiing met de Mjösjöån, vormt een natuurlijke belemmering voor de migratie van vissen. In 1992 werd bij Fällforsen echter een 500 meter lange zalmpassage aangelegd, waardoor trekvissen 16 kilometer verder de rivier op konden trekken.

## Exploitatie
Tot 1969 werden in de Lögdeälven boomstammen vervoerd.  In totaal waren er 351 km aan vlotpaden in de Lögdeälven en de delta wordt nog steeds doorsneden door een recht kanaal.  Vroeger was er een waterkrachtcentrale in Hyngelsböle, maar deze is gesloten, omdat deze niet strookte met de wetgeving.